# Карбоциклічні сполуки

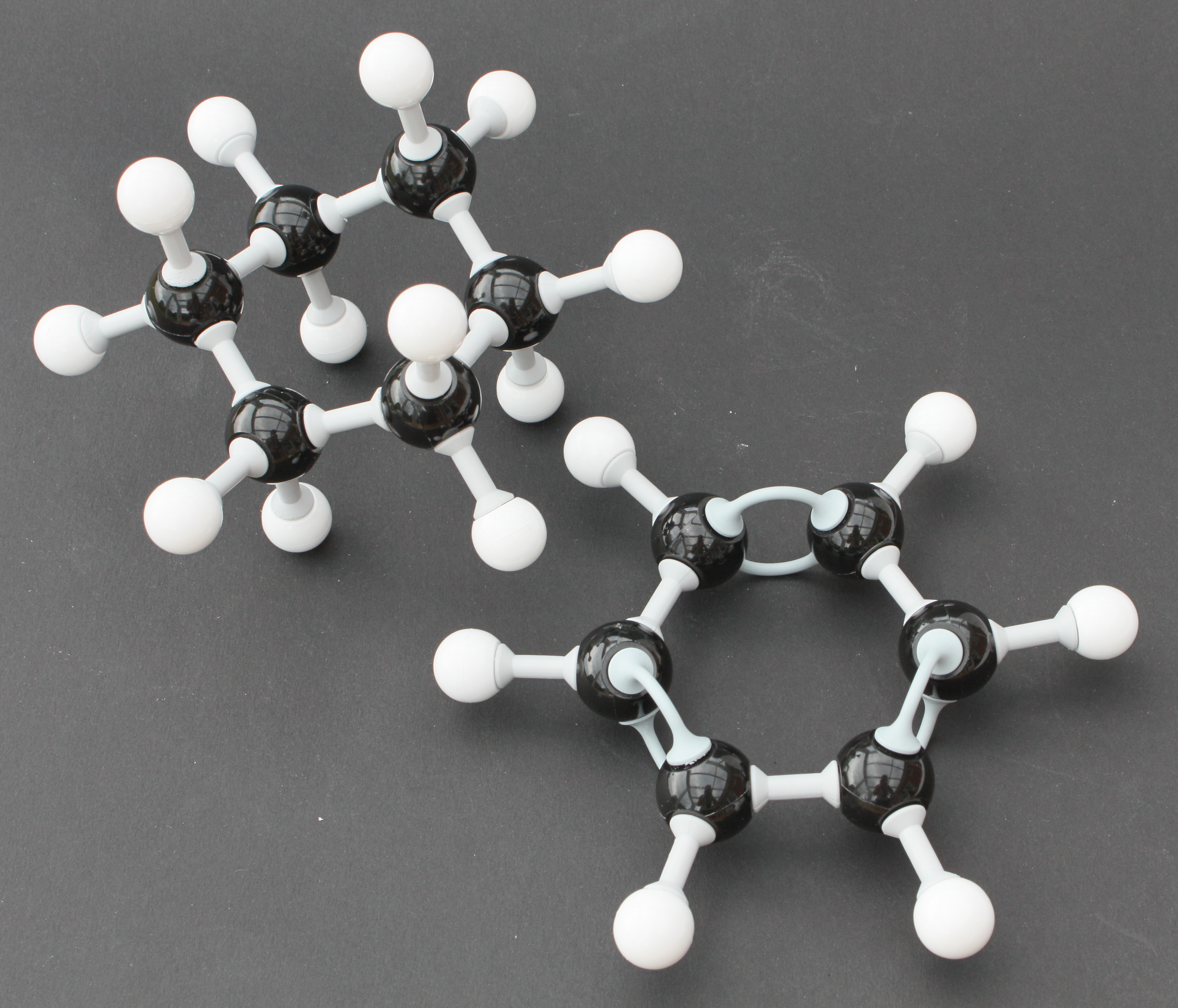
Циклогексан та бензен

Карбоциклі́чні сполу́ки (рос. карбоциклические соединения, англ. carbocyclic compounds) — органічні циклічні сполуки, неароматичні або ароматичні кільця яких, на відміну від гетероциклічних, складаються тільки з атомів C (наприклад, циклогексан, бензен, тетралін).